# Inferno (album Motörhead)
Inferno – osiemnasty album studyjny brytyjskiego zespołu Motörhead, wydany 22 czerwca 2004 roku nakładem wytwórni muzycznej SPV GmbH. Został zarejestrowany w Paramount Studios w Hollywood, NRG Studios w North Hollywood oraz Maple Studios w Costa Mesa. Nagrania były promowane teledyskami do utworów „Killers”, „Whorehouse Blues” i „Life’s a Bitch”.

## Lista utworów
Opracowano na podstawie materiału źródłowego.
| Nr  | Tytuł utworu              | Autorzy                  | Długość |
| --- | ------------------------- | ------------------------ | ------- |
| 1.  | „Terminal Show”           | Kilmister, Campbell, Dee | 03:45   |
| 2.  | „Killers”                 | Kilmister, Campbell, Dee | 04:14   |
| 3.  | „In the Name of Tragedy”  | Kilmister, Campbell, Dee | 03:03   |
| 4.  | „Suicide”                 | Kilmister, Campbell, Dee | 05:07   |
| 5.  | „Life’s a Bitch”          | Kilmister, Campbell, Dee | 04:13   |
| 6.  | „Down on Me”              | Kilmister, Campbell, Dee | 04:12   |
| 7.  | „In the Black”            | Kilmister, Campbell, Dee | 04:31   |
| 8.  | „Fight”                   | Kilmister, Campbell, Dee | 03:42   |
| 9.  | „In the Year of the Wolf” | Kilmister, Campbell, Dee | 04:17   |
| 10. | „Keys to the Kingdom”     | Kilmister, Campbell, Dee | 04:46   |
| 11. | „Smiling Like a Killer”   | Kilmister, Campbell, Dee | 02:44   |
| 12. | „Whorehouse Blues”        | Kilmister, Campbell, Dee | 03:52   |
|     |                           |                          | 48:26   |

| Bonus DVD | Bonus DVD                         | Bonus DVD |
| Nr        | Tytuł utworu                      | Długość   |
| --------- | --------------------------------- | --------- |
| 1.        | „Interview & Making Of "Inferno"” |           |
| 2.        | „Brave New World” (Video)         |           |
| 3.        | „Serial Killer” (Video)           |           |
| 4.        | „We Are Motörhead” (Video)        |           |

## Twórcy
Opracowano na podstawie materiału źródłowego.
| Zespół Motörhead w składzie - Lemmy Kilmister – wokal prowadzący, gitara basowa, gitara akustyczna, harmonijka ustna, ilustracje - Philip Campbell – gitara elektryczna, gitara akustyczna, wokal wspierający - Mikkey Dee – perkusja Dodatkowi muzycy - Steve Vai – gitara prowadząca (1, 6) - Curtis Mathewson - smyczki |  | Inni - Bob Koszela, Chris Rakestraw, Sergio Chavez - inżynieria dźwięku - Cameron Webb - produkcja muzyczna, miksowanie, inżynieria dźwięku - Corey Gash, George Gumbs, Sergio Chavez - obsługa techniczna - Kevin Bartley - mastering - Robert John, Shawn Bathe - zdjęcia - Mark Abramson - oprawa graficzna |

## Wydania
| Rok  | Nr katalogowy                  | Format                       | Wydawca                  | Region            | Źródło |
| ---- | ------------------------------ | ---------------------------- | ------------------------ | ----------------- | ------ |
| 2004 | SPV 085-69742 CD, SPV 69742 CD | CD, Album                    | Steamhammer              | Niemcy            | [ 8 ]  |
| 2004 | R20-0022325                    | 2xLP, Album                  | Steamhammer              | Niemcy            | [ 8 ]  |
| 2004 | SPV 69741 2LP                  | 2xLP, Album                  | Steamhammer              | Niemcy            | [ 8 ]  |
| 2004 | SPV 085-69742 CD               | CD, Album                    | Soyuz Music, Steamhammer | Rosja             | [ 8 ]  |
| 2004 | 06076-85241-2                  | CD, Album                    | Metal-Is Records         | Kanada            | [ 8 ]  |
| 2004 | 06076-85241-2                  | CD, Album                    | Metal-Is Records         | Stany Zjednoczone | [ 8 ]  |
| 2004 | SPV 085-69742 CD               | CD, Album                    | Steamhammer              | Niemcy            | [ 8 ]  |
| 2004 | SPV 087-69740                  | CD, Album + DVD-V + Ltd, Dig | Steamhammer              | Niemcy            | [ 8 ]  |
| 2004 | VICP-62803                     | CD, Album, Enh               | Victor                   | Japonia           | [ 8 ]  |
| 2004 | SPV 80000704 P-CD              | CD, Album, Promo             | Steamhammer              | Niemcy            | [ 8 ]  |
| 2005 | SPV 69748 CD+DVD               | CD, Album, Ltd + DVD, PAL    | Steamhammer              | Niemcy            | [ 8 ]  |

## Listy sprzedaży
| Lista                   | Kraj            | Pozycja |
| ----------------------- | --------------- | ------- |
| Media Control Charts    | Niemcy          | 10      |
| Suomen virallinen lista | Finlandia       | 17      |
| Sverigetopplistan       | Szwecja         | 34      |
| UK Albums Chart         | Wielka Brytania | 95      |
| SNEP                    | Francja         | 58      |
| Schweizer Hitparade     | Szwajcaria      | 36      |
| Ö3 Austria Top 40       | Austria         | 44      |